# Tricyphona (Pentacyphona) michiganensis
Tricyphona (Pentacyphona) michiganensis is een tweevleugelige uit de familie Pediciidae. De soort komt voor in het Nearctisch gebied.